# صالح العبدلي
صالح العبدلي لاعب كرة قدم سعودي، يلعب في الجناح الأيمن. لعب سابقاً في الفئات السنية في نادي الاتحاد ونادي وج.